# ديفيد إل. كلارك
ديفيد إل. كلارك (بالإنجليزية: David L. Clark)‏ هو شخصية أعمال أمريكي، ولد في 26 سبتمبر 1864، وتوفي في 3 فبراير 1939.